# Jiří Holík
Pour les articles homonymes, voir Holik.
Temple de la renommée de l'IIHF : 1999
Temple de la renommée du hockey tchèque :
Jiří Holík (né le 9 juillet 1944 à Havlíčkův Brod en Tchécoslovaquie aujourd'hui ville de République tchèque) est un joueur professionnel de hockey sur glace.

## Carrière

### Carrière en club
Il commence sa carrière avec l'équipe militaire du HC Dukla Jihlava en 1963 qui évolue en 1.liga, meilleur division tchécoslovaque et y reste jusqu'en 1978. Il remporte les titres de champion de son pays entre 1967 et 1972 (six titres) puis une dernière fois en 1974.
En 1979, il rejoint l'Allemagne et la nouvelle de la 1.bundesliga, Starbulls Rosenheim. La saison suivante, il joue en Autriche pour une saison avec WAT Stadlau de la première division puis une dernière saison avec Wiener EV en 1984–85.
En 1999,  il a l'honneur d'être admis au temple de la renommée de la Fédération internationale de hockey sur glace.

### Carrière internationale
Il est le joueur le plus sélectionné de l'histoire de l'équipe de Tchécoslovaquie avec 319 sélections pour 132 buts. Il joue les compétitions internationales suivantes :
Championnat du monde
- 1965 -  Médaille d'argent
- 1966 -  Médaille d'argent
- 1967 - 4e place
- 1969 -  Médaille de bronze
- 1970 -  Médaille de bronze
- 1971 -  Médaille d'argent
- 1972 -  Médaille d'or
- 1973 -  Médaille de bronze
- 1974 -  Médaille d'argent
- 1975 -  Médaille d'argent
- 1976 -  Médaille d'or
- 1977 -  Médaille d'or

Jeux olympiques d'hiver
- 1964 -  Médaille de bronze
- 1968 -  Médaille d'argent
- 1972 -  Médaille de bronze
- 1976 -  Médaille d'argent

Coupe Canada
- 1976 - Défaite contre les Canadiens en finale en deux matchs (6 à 0 et 5 à 4 après prolongation)